# Turie
Turie (in ungherese Háromudvar) è un comune della Slovacchia facente parte del distretto di Žilina, nella regione omonima.